# 森川美穂
森川 美穂（もりかわ みほ、1968年5月5日 - ）は、日本の女性歌手、女優。大阪芸術大学演奏学科教授（ポピュラー音楽コースを担当）。本名は榎並 美穂（えなみ みほ）。大阪府出身。日出女子学園高校卒業。
所属事務所はヤマハ音楽振興会→とらねこ→オフィスとんで→KT plus Entertainment→築音堂→rezosense。現在の所属レコード会社は徳間ジャパンコミュニケーションズ、キャピタルヴィレッジ。身長163cm。血液型はB型。息子は俳優の榎並蘭丸

## 来歴

### 生誕〜デビューまで
魚屋を営む家に生まれる。家族は、両親、兄、弟。
小学校時代から気が強い性格で、女の子と遊ぶより男の子と活発に遊ぶことを好んだ。また、実弟にプロレス技をかけて遊んでたというエピソードもある。一方で、梓みちよ、八神純子、岩崎宏美、大橋純子、沢田研二などの個性的で実力派といわれた歌手に憧れていた。ヘアブラシをマイク代わりにして歌を唄っていたという。この頃、地域で開催されたのど自慢大会やテレビ番組の子供向けの歌のコンテストに出場し、数々の入賞を果たしている。
中学に入学したころから本格的に歌手になることを決意。早速行動を起こし、渡辺プロダクションの東京音楽学院大阪校に通い、ボイストレーニングを受けるようになる。早い段階から元来の才能が芽吹き、磨きがかかり実力と自信をつけていった。歌唱力に加え、容姿も良かったため、渡辺プロダクションから正式に事務所に所属し、アイドル歌手としてデビューするよう打診があった。しかし、まだ中学生であったため、心配した実父の大反対によりデビュー話は一旦差し戻されてお蔵入りに（著書：1990年出版「テーブル越しの好奇心」記載のエピソードから）。
諦めきれなかった森川は、第1回1981年（昭和56年）、ヤマハボーカルオーディションを受け、大阪地区代表に選出される。最終結果は不合格だったが、ヤマハのスタッフに別途スカウトされ、改めてヤマハでボイストレーニングを開始する。
1983年（昭和58年）、本名：榎並美穂で、オリジナル曲「ハネムーンサラダ」で第26回ヤマハ・ポピュラーソングコンテスト（ポプコン）に近畿地区代表で出場。その時、同じ地区代表に選ばれたのが、グランプリを獲得した辛島美登里だった。辛島曰く「美穂ちゃんは当時中学生なのに歌手になる信念がしっかりしていた。しかもちょっと気が強い子で可愛かった」と語っている。
1983年（昭和58年）、第2回ヤマハボーカルオーディション「ザ・デビュー」（現「MUSIC REVOLUTION」）にて約1万人の中からグランプリを受賞。これがきっかけで、ヤマハ音楽振興会に所属。レーベルはVapレコード。歌手デビュー前に、第1回ヤマハヴォーカルオーディション「ザ・デビュー」グランプリの小林千絵主演ミュージカル『小公女セーラ』に出演している。

### アイドルデビュー
1985年（昭和60年）7月21日、シングル「教室」で、アイドル歌手としてデビュー。当時高校2年16歳だった。キャッチコピーは「涙ひとつ、おいてきます。」、「多感世代のヴォーカルヒロイン」、「振り向いて、ＭＩＨＯ」の3パターン。オリコン最高38位ではあるものの、「高校中退」というテーマとその歌唱力で話題を呼び、スマッシュヒットとなった。芸名の姓“森川”は、母親の旧姓にちなむ。Vapレコードの一押しアイドル歌手で、ザ・トップテンの今週の話題曲として紹介された。番組内で当時同じレコード会社だった先輩アイドル歌手・菊池桃子の妹分として紹介され共演を果たした。本人はポスト菊池桃子的なレコード会社の売り方が嫌で、同世代の渡辺美里、小比類巻かほる、中村あゆみのような音楽性を希望していた。同期には本田美奈子、中山美穂、南野陽子、橋本美加子、大西結花、斉藤由貴、森口博子、井森美幸、芳本美代子、浅香唯、網浜直子など、のちにトップアイドルになる顔ぶれと並んでの華々しいデビューだった。デビューから間もなく、1985年10月6日からRKB毎日放送ラジオで『森川美穂のラブリーナイト』が、次いで同年10月12日から東海ラジオで『森川美穂の青春放送局』がスタート。後者『青春放送局』で東海地方の深夜枠では欠かせない存在となり、森川組（しんせんぐみ）というリスナー組織も結成。定期的にイベントなども行い、ファン層が拡大していく（1991年に森川組は解散）。
1986年（昭和61年）、「自ら命を絶とうとする女学生」をテーマとしたシングル「赤い涙」、本人出演 MAXコーヒーCMソング、シングル「サーフサイド・ブリーズ〜真夏の風」、ミノルタカメラ『AFテレ』CMソングシングル「姫様ズーム・イン」を発売。ファーストアルバム『多感世代』発売。ファーストアルバム発売を記念して、ファーストコンサートツアー「多感世代」（東京・渋谷エピキュラス〈8月21日〉、大阪・ヤマハなんばセンター〈8月27日〉）を行う。
1987年（昭和62年）、飛鳥涼作詞作曲のシングル「おんなになあれ」や「PRIDE」がヒット。「おんなになあれ」では、HER-Bestの歌詞カードの中に当時のエピソードして飛鳥が「制服を脱いで1人のおんなとして恋をしたら美穂はどんな恋をするんだろう…と思ってこの歌を作ったんだよ」と披露している。この2曲を機にロックを基調としたアーティスト路線に変更し、この頃には「学園祭の女王」と呼ばれるようになる。初ホールコンサートツアー「おんなになあれ・夏」（大阪・大阪厚生年金会館〈8月28日〉、東京・日本青年館〈8月31日〉）を行う。
1988年（昭和63年）、ベルエクラCMソングシングル「Be Free」、ミノルタカメラCMソングシングル「わかりあいたい」、シングル「Real Mind」を発売。また、市川猿之助演出モーツァルトオペラミュージカル『イダマンテ』で、ヒロイン（近藤真彦の相手役）に選ばれ出演。「NUDE VOICE」LIVEツアー（東京・日本青年館〈1月6日〉、大阪厚生年金会館中ホール〈1月7日〉、愛知県勤労会館〈1月8日〉、横浜関内ホール〈1月20日〉）を行う。「VERSION C」LIVEツアー（大阪厚生年金会館〈7月20日〉、愛知県勤労会館〈7月22日〉、渋谷公会堂〈7月28日〉）を行う。
1989年（平成元年）、ミノルタカメラCMソングシングル「チャンス」を発売。同年8月にベストアルバム『Time-ize』を発売。またライブツアーは、CONCERT TOUR '89 How Are You?を全国15ヶ所。サマーコンサート、クリスマスコンサートツアーを全国3ヶ所で行う。

### レコード会社移籍
1990年（平成2年）、NHKのアニメ『ふしぎの海のナディア』の主題歌を発売するため、東芝EMIに移籍した（本人が雑誌で公言）。東芝EMIに移籍しての第1弾シングル「ブルーウォーター」が、テレビアニメ「ふしぎの海のナディア」の主題歌に起用され、ヒット。さらに「声心・声力 ヴォーカル主義」で売り出しを賭けた移籍第1弾アルバムジョー・リノイエサウンドプロデュースの『Vocalization』がオリコンのウィークリーチャートで最高位4位を記録する。黒人ダンサーを引き連れての『'90 VOCALIZATION』全国コンサートツアーを開催。最終日のNHKホールでのライブ模様は『MIHO MORIKAWA SHOW』のタイトルでビデオ発売された（2007年（平成19年）にDVDでも発売）。
その後GiRLPOPで人気の代表格となり、沢田知可子、井上昌己、かとうれいこ、峠恵子らと親交を深めていく。
1991年（平成3年）、ロサンゼルスにてレコーディングのアルバム『POP THE TOP!』がオリコンウィークリーチャート4位を記録。前作に続くヒット。全国コンサートツアーも大成功を収めた。また、ABCラジオ『ミュージックパラダイス』の水曜日枠でパーソナリティーを務め、喋れるヴォーカリストとしての頭角を現す。
1992年（平成4年）、ブルボンピックルEXのCMソングとなる「翼にかえて」をリリース。本人もCMに出演。バラエティ番組『夢がMORI MORI』に出演。番組の人気コーナー・スーパーキックベースにおいては、小・中学校時代のソフトボール経験を生かした活躍で沸かせた。番組内では“スーパーキックベースシンガー”という異名をとった。また「夢MORI」コンサートにも2年連続で出演する。TBSラジオでは『今夜もフリースタイル』がスタート。全国ネットでパーソナリティを務める。
1993年（平成5年）、セルフカバーとなるアルバム『a holiday』をリリース。服部隆之らが参加し、アコースティックアレンジとなった「おんなになあれ」等7曲が収録された。
1994年（平成6年）、ロック調のシングル「傷痕」、『夢がMORI MORI』オープニング曲「恋していれば大丈夫」、アルバム『情熱の瞳』をリリース。アルバム『情熱の瞳』は佐藤準サウンドプロデュースの作品。
1995年（平成7年）、『あっ!森川だ』で東海ラジオに復帰し、音楽面では、当時流行りの打ち込み系のユーロビートダンスミュージックサウンドの「素直に笑えない」、「Close Your Eyes」をリリースする。この年から東芝EMIレコード会社制作チームTMファクトリーに籍を置く。
1996年（平成8年）、当時廃盤であったVAPレコードの音源を集めたベストアルバム『HER-BEST』を発売。新たに本人が以前からやりたかったジャンルであるラテンの作品、シングル「99 Generation」「DOMINO」、アルバム『ソリスタ』などを発表した。彼女はバーシア、グロリア・エステファンなどのラテン女性シンガーに音楽面で強く影響を受けた。
1997年（平成9年）、1998年（平成10年）、シングル「それでもみんな生きている」「Soul Generation」、アルバム『tasty』など、R&B路線の曲を発表。ブロードウェイミュージカル日本版RENTにモーリン役で出演した。

### 結婚と離婚
1999年（平成11年）、NHK音楽番組『青春のポップス』で
アレサ・フランクリンのヒットナンバー、「（You Make Me Feel Like A） Natural Woman」を歌唱しているところをたまたま見ていた、映画『007』シリーズ第19作『007 ワールド・イズ・ノット・イナフ』のプロデューサーから強いオファーがあり出演を果たす。音楽では、バラードのシングル「Happiness」を発表。プライベートでは、ミュージカル「RENT」で共演したエンジェル役のKOHJIROと結婚。
2000年（平成12年）、LOST&FOUNDというボーカルプロジェクトでシングル、アルバムを発売。しかし、更にセールスは低迷し、この作品を最後に東芝EMIを離れる。8月、男児を出産。
2001年（平成13年）、蜷川幸雄演出ミュージカル「三文オペラ」に出演。所属事務所ヤマハよりシングル（「秋田ワールドゲームズ2001」イメージ曲）「風になれ〜Like A Wind〜」を発売する。彼女にとってはじめてのマキシシングルの発売にもなった。コーラスはKOHJIROだった。
2002年（平成14年）、2003年（平成15年）、夏に発売予定だったミニアルバムがお蔵入りになり、デビューから16年近く在籍した財団法人ヤマハ音楽振興会を離れる。プライベートではKOHJIROと離婚。本人いわく二度と結婚せずに、一生一人で生きていくと語っている。

### 事務所移籍
2004年（平成16年）、事務所を「とらねこ」に移籍。この時期、劇団四季のミュージカル「マンマミーア」のキャストオーディションを受ける。その流れで劇団四季の演出家・浅利慶太に歌の実力でスカウトされ「アイーダ」でアムネリス役に抜擢される。
2005年（平成17年）、ヤマハ時代に繋がりのあった円広志の事務所・オフィスとんでに移籍する。
2006年（平成18年）、歌手活動20周年記念ライブを大阪・そごう劇場で開催。即日チケットは完売し、YAHOOオークションでもプレミアがついた。10月には東京渋谷DUO -Music Exchange-にて東京公演も行なわれ、こちらも即日チケットが完売した。
2007年（平成19年）2月、ティームエンタテインメントよりヒット曲「ブルーウォーター」のセルフカバー「ブルーウォーター（21st century ver.）」を発売。3月にはvivid soundよりVAP時代の全シングル曲A・B面を収録したCD「Vap Single Collection」を発売。春に、シンガー・麻倉あきらとのユニット名を公募し、DIVA×DIVA（ディーバディーバ）に決定。夏、TV東京系アニメ「史上最強の弟子ケンイチ」のオープニングテーマ曲「ヤッホー」をジェネオンエンタテインメントにて発売。現在このCDは廃盤となりオークションなどでプレミアがついている。12月、東京グローブ座にてミュージカル「GIFT」に主演。
2008年（平成20年）5月、自身の公式ホームページにて、所属事務所オフィスとんでを離脱することを発表。新たに、KT plus Entertainmentと業務提携契約を結ぶ。12月、天王洲アイル銀河劇場にてミュージカル「GIFT」に主演。
2009年（平成21年）4月、STB139スイートベイジルでLIVE。12月、東京會舘にて初ディナーショーを開催。

### 2010年以降
2010年（平成22年）10月、デビュー25周年記念コンサートツアー「森川伝　―美穂船じゃー!!―」を東京と大阪にて開催。東京公演のチケットは即完売した。デビュー25周年記念アルバム「glad」を10月20日に発売。12月24日に25周年記念コンサートツアーの模様も一部収録した「ガン見してんじゃねぇ!」を発売。
2011年（平成23年）5月、森川の誕生日である5月5日に「Miho Morikawa2011 LIVE〜Birthday Party〜　森川美穂生誕祭」を大阪ロイヤルホースにて開催（昼・夜の部の2回公演）。このLIVE映像はDVDで「Miho Morikawa2011 LIVE〜Birthday Party〜」（2枚組）として6月3日に発売。11月13日にライブ「もいちど、綿棒投げたいですか?!」を東京Mt.RAINIER HALL SHIBUYA PLEASURE PLEASUREにて開催。
2012年（平成24年）7月東名阪でライブツアー「森川美穂夏祭り〜森川魂!!〜」を開催（7月22日・梅田クラブクアトロ、28日・マウントレーニアホール渋谷プレジャープレジャー、29日・名古屋クラブクアトロ）。各公演ごとにMCもすべて収録した「お持ち帰りライブCD-R」を慣行。ホイホイレコードより発売される 7月18日、シングル「Eternal Castle」がiTunes Store、レコチョク、mu-moやdwangoなどで配信された。
2013年（平成25年）5月、バースデーライブ「Birthday Songきかせて」5月18日・東京下北沢GARDEN、19日・名古屋MUSICA、26日・大阪大阪 Club Vijon（同公演においては「お持ち帰りライブCD-R」を発売 / ホイホイレコード）の東名阪で開催。同時にファンクラブが再結成。「美穂屋」とファンクラブ名が決定した。8月、「森川美穂2013コンサート　TOKYO Summer × Autumn 森川魂Season2 今年はふたつの物語endless夏/episode秋」を8月11日東京Mt.RAINIER HALL SHIBUYA PLEASURE PLEASUREにて開催。12月、ミュージカル「心に響く音楽劇　GIFTをあなたに」主演。
2014年（平成26年）8月23日、サマーディナーライブ「MADE in MORIKAWA 30th anniversary of the people of all.And the future　アコースティックSummer 2014」を東京原宿　La Donnaにて開催。ランチの部、ディナーの部ともに好評であった。
2015年（平成27年）4月26日、70年代の楽曲カバーライブを東京赤坂NovemberEleventh1111part2で開催。デビュー30anniversaryコンサート「IT CONTINUES BEING MIHO MORIKAWA」を7月19日・新神戸オリエンタル劇場、7月26日・東京Mt.RAINIER HALL SHIBUYA PLEASURE PLEASUREにて開催。
2016年（平成28年）、ミュージシャンの小林信吾をピアニストに迎え、ピアノ一本によるカバー曲ライブ「私が愛したLove song」を4月23日大阪Mister Kelly’s（昼・夜）、4月30日東京目黒BLUES ALLEY JAPAN（昼・夜）にて開催。3月、自身のブログで所属事務所KTplusEntertainmentを3月末日で退社することを発表。ミュージシャンの塩入俊哉をピアニストに迎え、オータムスペシャルカバー曲ライブ「私が愛したLove song 2」を9月24日東京目黒BLUES ALLEY JAPAN（昼・夜）、10月2日大阪Mister Kelly’s（昼・夜）にて開催。11月30日にオリジナルニューアルバム「Life is beautiful」を発売。オリジナルアルバム発売記念ライブ「〜Slow Love〜」を11月15日大阪Music Club JANUS 、11月26日東京・Mt.RAINIER HALL SHIBUYA PLEASURE PLEASURE（昼・夜）で開催。
2017年（平成29年）、ミュージシャンの塩入俊哉をピアニストに迎えカバー曲ライブ「私が愛したLove song 3」を2月19日、目黒 BLUSE ALLEY  JAPAN、　3月5日大阪 Mister Kelly'sにて開催。同年、オリジナルアルバム発売記念ライブ追加公演「〜Life is Beautiful〜」を3/20日名古屋 Live Doxy、3/30日横浜 Thumbs Up にて開催。湘南スペシャルライブ2017「〜花を歌う・雨を歌う〜」を5/28日鎌倉歐林洞ギャラリーサロンにて開催。 コンサートツアー2017「〜Welcome to the another world〜」を7月30日東京・Mt.RAINIER HALL SHIBUYA PLEASURE PLEASURE、8月12日大阪 Music Club JANUS、8月13日名古屋 TOKUZO、8月27日横浜Thumbs Upにて開催。カバー曲ライブ「センチメンタルを歌う」を10月15日目黒 BLUSE ALLEY  JAPANにて開催。11月15日セルフカバーベストアルバム「森川美穂ベストコレクション Be Free」を徳間ジャパンコミュニケーションズより発売。セルフカバーアルバム発売記念ライブ「「Be Free」 〜森川美穂、森川美穂を歌う〜」を11月18日名古屋 Live Doxy、11月19日京都都雅都雅、11月25日東京原宿クエストホールにて開催。
2018年（平成30年）、ミュージシャンの野﨑洋一をピアニストに迎え、ピアノ一本によるカバー曲ライブ「恋しましょう。」を3/月10日目黒 BLUSE ALLEY  JAPANにて開催。「森川美穂 Birthday Special Live」を5月5日Mt.RAINIER HALL SHIBUYA PLEASURE PLEASUREで開催。湘南スペシャルライブ2018「〜あじさい〜」を7月8日鎌倉歐林洞ギャラリーサロンにて開催。9月29日「福岡 SPECIAL  LIVE」をENOTN Akasaka Studio  スタジオ4号室にて開催。9月30日「広島 SPECIAL LIVE」をLive Jukeにて開催。10月28日「京都 SPECIAL LIVE」を都雅都雅にて開催。10月31日松井五郎プロデュース　オリジナルアルバム「female」をキャピタルビレッジより発売。12月23日「GORO MATSUI PRODUCE：オリジナルNew Album「female」発売記念ライブ」を東京渋谷区文化総合センター大和田 伝承ホールにて開催。　
2019年（平成31年）、11月6日安全地帯、玉置浩二の楽曲カバー集松井五郎プロデュースＣＤ「another Face – tribute to Goro Matsui + Koji Tamaki -」をキャピタルビレッジより発売。
2020年、VAP時代、東芝EMI時代の楽曲を集めたベストCD「VERY BEST SONGS 35」をヤマハミュージックコミュニケーションズより発売。
2021年、11月24日通算15枚目のオリジナルアルバムCD「I・N・G」をキャピタルビレッジより発売。
2022年、11/1日配信シングル「ことづて」発売。12/21日通算16枚目オリジナルアルバムCD「Love Letter」をキャピタルビレッジより発売。
2023年、11/1日配信シングル「その唇をさえぎるものを」発売。12/6日セルフカヴァーアルバムCD「Brightest」をキャピタルヴィレッジより発売。
2024年、11/20日、生ピアノ一本で歌ったカヴァーミニアルバム「Mifo」をキャピタルヴィレッジより発売。玉置浩二、研ナオコ、高橋真梨子、大貫妙子、中森明菜、竹内まりやのオリジナル楽曲を収録。
2025年、1/1日配信シングル「砂に落ちたイヤリング」発売。4/1日配信シングル「生活」発売。7/1日配信シングル「Treasure hunt」発売。7/25日デビュー40周年記念5枚組CDBOX「森川美穂 1985-1989　5 Original Albums COMPLETE BOX＋」をヤマハミュージックコミュニケーションズよりWEB限定で発売。
現在は大阪を基盤に活動中。大学設置基準第4章第15条第5号規定に基づき、歌手のキャリア、指導が認められ、大阪芸術大学演奏学科ポピュラー音楽コースの教授として後進の指導にもあたる。

## 私生活
1999年（平成11年）、ミュージカル「RENT」で共演したVOX-IVのKOHJIROと結婚。長男を授かるが、2002年（平成14年）に離婚している。離婚した理由は、子供に、父親の背中ではなく、森川自身の背中を見て育って欲しいため。なお、その長男は、高校は偏差値75という有名進学校に通っていた。
GiRLPOPでの代表格となり、沢田知可子、かとうれいこ、井上昌己、峠恵子らと親交が深い。井上はかとうの紹介で知り合い、かとうとも仲良しである。沢田知可子とも親友で、ジョイントライブをする事もある。

## エピソード
- 小さい頃は梓みちよや八神純子や沢田研二に憧れていた。特に、梓みちよの凛とした生き方をリスペクトしている。なお、大阪育ちであるにもかかわらず関西ローカルの番組に出演しても大阪弁は喋らないが、これは森川自身が幼少期より東京への憧れを抱いていた為で、なるべく関東弁を話すように気を付けながら生活をしていたため。
- 『007 ワールド・イズ・ノット・イナフ』のプロデューサーが森川の容姿・歌唱力を高く評価して出演をオファーしたことが話題となる。ボンドガールに抜擢かと期待されたが、森川は英会話が苦手な上に英語のセリフも覚えられなかったため、出演時間が僅か数秒の端役（カジノの客）にとどまった。プロデューサーは森川が英語の歌を歌っていたのを見て英語は堪能であると思い込んで起きたミスリードであった[5]。
- 劇団四季のミュージカル『アイーダ』に出演したこともある。劇団四季の創立者・演出家・元代表の浅利慶太に対しては、本人が『今の私がいるのも劇団四季の厳しい規律を経験したこともとても大きいです。歌を認めてくださり、私を舞台に立たせてくださった。あの経験は今の私を支えてくれている大きなものになっています』と語っている[9]。
- 「サン・ジョルディの日（世界図書・著作権デー）」イメージキャラクターに選出されている。
- 1990年の東芝EMIへの移籍と同時に、それまでVAPから発売されていたシングル・アルバムが全て廃盤となり、中古CDショップでは森川のVAP時代のアルバムに1枚1万円以上というプレミアが付いた時期もあった。廃盤になった理由は、原盤権をヤマハ音楽振興会が持っており、VAPとは原盤供給契約だったためである（製作スタッフはVAP側からも出ていた）。ヤマハ音楽振興会との契約が終了したことは原盤供給契約も終了したことを意味しており、VAPは音源の発売の権利を失ったことで、廃盤せざるをえなかったことが理由である。後年、昭和のアイドル特集をテレビで放映する際に森川のVAP時代の曲を流す場合は、視聴者にCDが現在でも入手できるという誤解を与えないよう「現在は廃盤」というテロップが出ることもあった。なお、廃盤となったVAP時代のアルバムは、その後、ヤマハ音楽振興会が東芝EMIに原盤供給を行ったことにより、ボーナストラックとしてアルバム未収録曲も加えて再発された（現在はそれらも廃盤）ほか、外部でシングルコレクションが発売されたこともある。また、現在はAppleのiTunes Storeでもダウンロードにより、もしくはYahoo等のネットオークションによって入手可能である。
- シングル「POSITIVE」のカップリング「友達のまま」を歌う際、曲中でブルースハープを奏でる事がある。また、他の曲ではサックスを演奏した事もある。
- 森口博子が、自著『出逢いふれあい十年十色』で、「彼女の性格は男っぽい性格でさっぱりしていて、はっきりしすぎる性格のせいか『夢がMORI MORI』（当時共演していた）のフジテレビスタッフとのミーティングできつくいいすぎて勘違いされるときも多いけど、わかってくれる人はわかってくれる。また、森口本人が彼女の竹を割ったようなところが好き」と褒めている。
- 自身も出演した『夢がMORI MORI』のエンディングテーマ曲は、広瀬香美が書き下ろした「恋していれば大丈夫」だったが、森川本人は違う曲を押していた。当時のスタッフが森川の許可なしにフジテレビの担当ディレクターに曲をもっていき決定した。その後、スタッフと対立し森川自身が「あんたとは二度と仕事しない！」と言い放った。しかし、この曲はシングル曲として発売された[10]。
- 姐御肌であり、「美穂姉（みほねえ）」と呼ぶ者も多い。また、『夢がMORI MORI』では赤坂泰彦に「ミホミホ」と呼ばれていた事から、前述のように呼ぶ者もいる。
- 第35回日本レコード大賞・編曲賞受賞の佐藤準（作曲家、キーボーディスト、アレンジャー）をプロデューサーに迎え、1994年にアルバム「情熱の瞳」、シングル「傷痕」「恋していれば大丈夫」をリリース。「情熱の瞳」内の一曲「終わった恋の物語」では、森川の強い勧めで作詞を試みた（佐藤の作詞提供は初。ただし、森川との共作となる）。コーラスにも参加している。
- 2007年（平成19年）8月号の『EX大衆』の特集で、ヒット曲「ブルーウォーター」があまり好きではなかったと語っている。ただし、「当時はただ流されているだけだったから。今になってみると歌ってよかったなぁと思う。それにしてもアニメは強く、そして根強い。ただただ感謝」とも語る。また、「八神純子や大橋純子の歌が好きだったので、初期のアイドル路線には抵抗があった。ルックスだってアイドル向きじゃなかったし。そんな私の転機となったのが「おんなになあれ」。飛鳥涼の詞と曲ですが、アーティストの楽曲への思い入れを肌で感じ、言葉へのこだわりが芽生えた」と語る。

## ディスコグラフィ

### シングル
| #                                      | 発売日         | タイトル                             | c/w                                        | 形態  | オリコン 最高位 |
| VAP                                    | VAP            | VAP                                  | VAP                                        | VAP   | VAP             |
| -------------------------------------- | -------------- | ------------------------------------ | ------------------------------------------ | ----- | --------------- |
| 1st                                    | 1985年7月21日  | 教室                                 | 級友                                       | EP    | 38位            |
| 2nd                                    | 1985年10月23日 | ブルーな嵐                           | 黄昏のLove Letter                          | EP    | 65位            |
| 3rd                                    | 1986年3月19日  | 赤い涙                               | 幼稚なガラス細工                           | EP    | 39位            |
| 4th                                    | 1986年7月21日  | サーフサイド・ブリーズ〜真夏の風     | 雨模様                                     | EP    | 70位            |
| 5th                                    | 1986年10月21日 | 姫様ズーム・イン                     | 10月の青い空                               | EP    | 36位            |
| 6th                                    | 1987年3月5日   | おんなになあれ                       | ひとりぼっちのセレモニー                   | EP    | 18位            |
| 7th                                    | 1987年10月1日  | PRIDE                                | 少年の瞳                                   | EP    | 20位            |
| 8th                                    | 1988年4月6日   | Be Free                              | FRIDAY NIGHT TOWN                          | EP    | 21位            |
| 8th                                    | 1988年4月6日   | Be Free                              | FRIDAY NIGHT TOWN                          | 8cmCD | 21位            |
| 9th                                    | 1988年7月21日  | わかりあいたい                       | 夏リフトから                               | EP    | 30位            |
| 9th                                    | 1988年7月21日  | わかりあいたい                       | 夏リフトから                               | 8cmCD | 30位            |
| 10th                                   | 1988年10月21日 | Real Mind                            | はじめての記憶                             | EP    | 32位            |
| 10th                                   | 1988年10月21日 | Real Mind                            | はじめての記憶                             | 8cmCD | 32位            |
| 11th                                   | 1989年4月19日  | チャンス                             | HIGAMI                                     | EP    | 36位            |
| 11th                                   | 1989年4月19日  | チャンス                             | HIGAMI                                     | 8cmCD | 36位            |
| 東芝EMI / EASTWORLD                    |                |                                      |                                            |       |                 |
| 12th                                   | 1990年4月25日  | ブルーウォーター                     | Yes, I Will…                               | 8cmCD | 17位            |
| 13th                                   | 1990年7月4日   | 心のパーキングゾーン                 | 彼女のユウウツ                             | 8cmCD | 67位            |
| 14th                                   | 1991年1月30日  | LOVIN' YOU                           | 25時には眠れない                           | 8cmCD | 27位            |
| 15th                                   | 1991年12月18日 | POSITIVE                             | 友達のまま                                 | 8cmCD | 59位            |
| 16th                                   | 1992年6月17日  | 目覚めたヴィーナス                   | きらいになりたい                           | 8cmCD | 49位            |
| 17th                                   | 1992年10月22日 | 翼にかえて                           | 街                                         | 8cmCD | 29位            |
| 18th                                   | 1993年3月17日  | 君が君でいるために                   | ナチュラルで行こう                         | 8cmCD | 21位            |
| 19th                                   | 1994年3月2日   | 傷痕                                 | 約束のない夜                               | 8cmCD | 39位            |
| 20th                                   | 1994年5月25日  | 恋していれば大丈夫                   | Shiny Sunny Face                           | 8cmCD | 20位            |
| 東芝EMI / TM FACTORY                   |                |                                      |                                            |       |                 |
| 21st                                   | 1995年4月26日  | 素直に笑えない                       | あなたに届けたい                           | 8cmCD | 50位            |
| 22nd                                   | 1995年7月26日  | Close Your Eyes                      | 夏の気配                                   | 8cmCD | 48位            |
| 23rd                                   | 1996年4月17日  | 99 Generation                        | 生まれたての想い                           | 8cmCD | 50位            |
| 24th                                   | 1996年7月24日  | DOMINO                               | 忘れられない                               | 8cmCD | 74位            |
| 25th                                   | 1996年11月20日 | フィンガー                           | HERE WITH ME                               | 8cmCD | 149位           |
| 26th                                   | 1997年10月29日 | それでもみんな生きている             | Veil                                       | 8cmCD | 151位           |
| 27th                                   | 1998年2月11日  | Soul Generation                      | 二人は…II                                  | 8cmCD | 圏外            |
| 28th                                   | 1999年5月12日  | Happiness                            | When We Meet Again                         | 8cmCD | 190位           |
| ヤマハミュージックコミュニケーションズ |                |                                      |                                            |       |                 |
| 29th                                   | 2001年8月1日   | 風になれ 〜Like A Wind〜             | 風になれ 〜Like A Wind〜 (English version) | Maxi  | 圏外            |
| TEAM Entertainment                     |                |                                      |                                            |       |                 |
| 30th                                   | 2007年2月21日  | ブルーウォーター (21st century ver.) | Yes! I will… (21st century ver.)           | Maxi  | 141位           |
| 30th                                   | 2007年2月21日  | ブルーウォーター (21st century ver.) | 忘れない…                                  | Maxi  | 141位           |
| 30th                                   | 2007年2月21日  | ブルーウォーター (21st century ver.) | ブルーウォーター (DJ Dr.Knob Remix)        | Maxi  | 141位           |
| 30th                                   | 2007年2月21日  | ブルーウォーター (21st century ver.) | Yes! I will… (DJ Nao Remix)                | Maxi  | 141位           |

### 配信限定シングル
| #                                      | 発売日                | タイトル               |
| KT plus Entertainment                  | KT plus Entertainment | KT plus Entertainment  |
| -------------------------------------- | --------------------- | ---------------------- |
| 1st                                    | 2012年7月18日         | Eternal Castle         |
| ヤマハミュージックコミュニケーションズ |                       |                        |
| 2nd                                    | 2020年11月11日        | HERE WITH ME           |
| 3rd                                    | 2021年2月21日         | いつ日は昔のことになる |
| 4th                                    | 2022年11月1日         | ことづて               |
| 5th                                    | 2023年11月1日         | その唇をさえぎるものを |
| 6th                                    | 2025年1月1日          | 砂に落ちたイヤリング   |
| 7th                                    | 2025年4月1日          | 生活                   |
| 8th                                    | 2025年7月1日          | Treasure hunt          |

### コラボレーションシングル
| 名義                                    | 発売日               | タイトル             | c/w                  | 形態                 | オリコン 最高位      |
| 東芝EMI / TM FACTORY                    | 東芝EMI / TM FACTORY | 東芝EMI / TM FACTORY | 東芝EMI / TM FACTORY | 東芝EMI / TM FACTORY | 東芝EMI / TM FACTORY |
| --------------------------------------- | -------------------- | -------------------- | -------------------- | -------------------- | -------------------- |
| LOST & FOUND performed by Miho Morikawa | 2000年2月9日         | Kiss                 | rebirth              | Maxi                 | 圏外                 |
| LOST & FOUND performed by Miho Morikawa | 2000年2月9日         | Kiss                 | wonder               | Maxi                 | 圏外                 |

### アルバム

#### オリジナル・アルバム
| #                    | 発売日         | タイトル       | 形態 | オリコン 最高位 |     |
| VAP                  | VAP            | VAP            | VAP  | VAP             | VAP |
| -------------------- | -------------- | -------------- | ---- | --------------- | --- |
| 1st                  | 1986年7月2日   | 多感世代       | LP   | 42位            |     |
| 1st                  | 1986年7月2日   | 多感世代       | CT   | 42位            |     |
| 1st                  | 1986年7月2日   | 多感世代       | CD   | 42位            |     |
| 2nd                  | 1987年5月21日  | おんなになあれ | LP   | 23位            |     |
| 2nd                  | 1987年5月21日  | おんなになあれ | CT   | 23位            |     |
| 2nd                  | 1987年5月21日  | おんなになあれ | CD   | 23位            |     |
| 3rd                  | 1987年11月11日 | Nude Voice     | LP   | 16位            |     |
| 3rd                  | 1987年11月11日 | Nude Voice     | CD   | 15位            |     |
| 4th                  | 1988年6月21日  | 1/2 Contrast   | LP   | 17位            |     |
| 4th                  | 1988年6月21日  | 1/2 Contrast   | CD   | 17位            |     |
| 5th                  | 1988年11月21日 | Ow-witch!      | LP   | 16位            |     |
| 5th                  | 1988年11月21日 | Ow-witch!      | CD   | 12位            |     |
| 東芝EMI / EASTWORLD  |                |                |      |                 |     |
| 6th                  | 1990年5月23日  | Vocalization   | CD   | 4位             |     |
| 7th                  | 1991年3月6日   | POP THE TOP!   | CD   | 4位             |     |
| 8th                  | 1992年7月4日   | FREESTYLE      | CD   | 10位            |     |
| 9th                  | 1994年7月6日   | 情熱の瞳       | CD   | 10位            |     |
| 東芝EMI / TM FACTORY |                |                |      |                 |     |
| 10th                 | 1995年9月27日  | HALLOW         | CD   | 19位            |     |
| 11th                 | 1996年9月26日  | Solista        | CD   | 29位            |     |
| 12th                 | 1998年3月18日  | tasty          | CD   | 90位            |     |
| ベルウッドレコード   |                |                |      |                 |     |
| 13th                 | 2010年10月20日 | glad           | CD   | 圏外            |     |
| キャピタルヴィレッジ |                |                |      |                 |     |
| 14th                 | 2018年10月31日 | female         | CD   | 230位           |     |
| 15th                 | 2021年11月24日 | I・N・G        | CD   | 237位           |     |
| 16th                 | 2022年12月21日 | Love Letter    | CD   | 187位           |     |

#### ミニ・アルバム
| #                    | 発売日              | タイトル            | 形態                | オリコン 最高位     |
| 東芝EMI / EASTWORLD  | 東芝EMI / EASTWORLD | 東芝EMI / EASTWORLD | 東芝EMI / EASTWORLD | 東芝EMI / EASTWORLD |
| -------------------- | ------------------- | ------------------- | ------------------- | ------------------- |
| 1st                  | 1993年7月21日       | a holiday           | CD                  | 8位                 |
| キャピタルヴィレッジ |                     |                     |                     |                     |
| 2nd                  | 2016年11月30日      | Life is beautiful   | CD                  | 圏外                |

#### カヴァー・アルバム
| #                    | 発売日               | タイトル                                              | 形態                 | オリコン 最高位      |
| キャピタルヴィレッジ | キャピタルヴィレッジ | キャピタルヴィレッジ                                  | キャピタルヴィレッジ | キャピタルヴィレッジ |
| -------------------- | -------------------- | ----------------------------------------------------- | -------------------- | -------------------- |
| 1st                  | 2019年11月6日        | another Face - tribute to Goro Matsui + Koji Tamaki - | CD                   | 262位                |
| 2nd                  | 2023年12月6日        | Brightest                                             | CD                   | 151位                |
| 3rd                  | 2024年11月20日       | Mifo                                                  | CD                   | 186位                |

#### ベストアルバム
| #                                      | 発売日         | タイトル                           | 形態 | オリコン 最高位 |     |
| VAP                                    | VAP            | VAP                                | VAP  | VAP             | VAP |
| -------------------------------------- | -------------- | ---------------------------------- | ---- | --------------- | --- |
| 1st                                    | 1989年8月21日  | Time-ize                           | CD   | 18位            |     |
| 東芝EMI / EASTWORLD                    |                |                                    |      |                 |     |
| 2nd                                    | 1992年12月9日  | VOICES                             | CD   | 11位            |     |
| 東芝EMI / TM FACTORY                   |                |                                    |      |                 |     |
| 3rd                                    | 1996年3月6日   | HER-Best 1985-1989                 | CD   | 9位             |     |
| 4th                                    | 1997年3月26日  | HER BEST II 1985-1989              | CD   | 26位            |     |
| 東芝EMI / EASTWORLD                    |                |                                    |      |                 |     |
| 5th                                    | 2004年11月17日 | 森川美穂 ゴールデン☆ベスト         | CD   | 圏外            |     |
| VIVID SOUND                            |                |                                    |      |                 |     |
| 6th                                    | 2007年3月21日  | VAP SINGLE COLLECTION              | CD   | 227位           |     |
| 徳間ジャパンコミュニケーションズ       |                |                                    |      |                 |     |
| 7th                                    | 2017年11月15日 | 森川美穂ベストコレクション Be Free | CD   | 122位           |     |
| ヤマハミュージックコミュニケーションズ |                |                                    |      |                 |     |
| 8th                                    | 2020年7月15日  | 森川美穂 VERY BEST SONGS 35        | CD   | 24位            |     |

#### CD-BOX
| #                                      | 発売日                                 | タイトル                                            | 形態                                   | オリコン 最高位                        |                                        |
| ヤマハミュージックコミュニケーションズ | ヤマハミュージックコミュニケーションズ | ヤマハミュージックコミュニケーションズ              | ヤマハミュージックコミュニケーションズ | ヤマハミュージックコミュニケーションズ | ヤマハミュージックコミュニケーションズ |
| -------------------------------------- | -------------------------------------- | --------------------------------------------------- | -------------------------------------- | -------------------------------------- | -------------------------------------- |
| 1st                                    | 2025年7月25日                          | 森川美穂 1985-1989 5 Original Albums COMPLETE BOX＋ | CD                                     |                                        |                                        |

#### ライヴアルバム
| #                | 発売日           | タイトル                                                  | 形態             | オリコン 最高位  |                  |
| ホイホイレコード | ホイホイレコード | ホイホイレコード                                          | ホイホイレコード | ホイホイレコード | ホイホイレコード |
| ---------------- | ---------------- | --------------------------------------------------------- | ---------------- | ---------------- | ---------------- |
| 1st              | 2012年7月22日    | ライブ・アット・梅田CLUB QUATTRO                          | CD-R             | -                |                  |
| 2nd              | 2012年7月28日    | ライブ・アット・Mt.RAINIER HALL SHIBUYA PLEASURE PLEASURE | CD-R             | -                |                  |
| 3rd              | 2012年7月29日    | ライブ・アット・名古屋クラブクアトロ                      | CD-R             | -                |                  |
| 4th              | 2013年5月26日    | ライヴ・アット・大阪 Club Vijon                           | CD-R             | -                |                  |

#### コラボレーションアルバム
| 名義                                    | 発売日               | タイトル             | 形態                 | オリコン 最高位      |                      |
| 東芝EMI / TM FACTORY                    | 東芝EMI / TM FACTORY | 東芝EMI / TM FACTORY | 東芝EMI / TM FACTORY | 東芝EMI / TM FACTORY | 東芝EMI / TM FACTORY |
| --------------------------------------- | -------------------- | -------------------- | -------------------- | -------------------- | -------------------- |
| LOST & FOUND performed by Miho Morikawa | 2000年4月12日        | LOST&FOUND           | CD                   | 圏外                 |                      |

### ビデオ

#### VAP
- FOO! FOU! FUN!
- パワー・オブ・センス（ファンクラブ会員限定 コンサート会場のみ販売 プレミアム品）
- Mが来た。

#### 東芝EMI
- WATCH THE Vocalization（ビデオクリップ2曲とライブ映像1曲を収録した森川美穂のビデオ・シングル）

1. Blue Water
2. 心のパーキング・ゾーン
3. 言わせてよ!
- MIHO MORIKAWA SHOW（森川美穂が1990年（平成2年）9月9日にNHKホールで行ったライブの模様を収録）

1. Blue Water
2. Be Free
3. Yes,I Will…
4. 言わせてよ!
5. Real Mind
6. How Are You?
7. Break!
8. Down
9. 心のパーキング・ゾーン
10. Today
- COLORS OF VOICES（彼女の代表曲「君が君でいるために」「ブルーウォーター」ほかをした森川美穂のビデオ・クリップ集）

1. プロローグ
2. ブルーウォーター
3. 心のパーキング・ゾーン
4. LOVIN’ YOU（ラヴィン・ユー）
5. POSITIVE
6. 目覚めたヴィーナス
7. 君が君でいるために
8. おんなになあれ

### DVD

#### KTplus&Nex-TV
- ガン見してんじゃねぇ!

彼女のインタビュー、「glad」「オレンジの木漏れ日の下で」のPV、2011年10月10日原宿クエストホール、2011年10月24日大阪ビジネスパーク円形ホールで開催されたデビュー25周年記念LIVEからヒット曲「ブルーウォーター」、「姫様ズームイン」の2曲のライブ映像が収録。
- Miho Morikawa2011 LIVE〜Birthday Party〜（2枚組）

2011年5月5日大阪ロイヤルホースにて行われたLIVEのLIVE映像。
- 30anniversary IT CONTINUES BEING MIHO MORIKAWA（会場限定販売100個　DVD＋フォトブック）

2015年7月19日新神戸オリエンタル劇場にて行われたLIVEのLIVE映像。

### タイアップ
| 曲名                             | タイアップ                                                          | 収録作品                                     |
| -------------------------------- | ------------------------------------------------------------------- | -------------------------------------------- |
| ブルーな嵐                       | 日本テレビ系ドラマ『妻たちの課外授業』主題歌                        | シングル「ブルーな嵐」                       |
| 赤い涙                           | 日本テレビ系ドラマ『このままじゃ、ボクの将来知れたもの』挿入歌      | シングル「赤い涙」                           |
| サーフサイド・ブリーズ〜真夏の風 | MAXコーヒー CMソング                                                | シングル「サーフサイド・ブリーズ〜真夏の風」 |
| 姫様ズーム・イン                 | ミノルタカメラ「AFテレ」CMソング                                    | シングル「姫様ズーム・イン」                 |
| おんなになあれ                   | ミノルタカメラ「AFテレ」CMソング                                    | シングル「おんなになあれ」                   |
| PRIDE                            | ミノルタカメラ「マックデュアル」CMソング                            | シングル「PRIDE」                            |
| Be Free                          | ベルエクラ CMソング                                                 | シングル「Be Free」                          |
| わかりあいたい                   | ミノルタ MAC-TELE クォーツデートCFイメージソング                    | シングル「わかりあいたい」                   |
| チャンス                         | ミノルタマックズーム90 イメージソング                               | シングル「チャンス」                         |
| ブルーウォーター                 | NHK総合テレビアニメ『ふしぎの海のナディア』オープニングテーマ       | シングル「ブルーウォーター」                 |
| 心のパーキングゾーン             | 毎日放送系TV『地球ZIG ZAG』テーマソング                             | シングル「心のパーキングゾーン」             |
| LOVIN' YOU                       | テレビ朝日系全国ネット『いつか行く旅』テーマソング                  | シングル「LOVIN' YOU」                       |
| POSITIVE                         | フジテレビアニメ『らんま1/2熱闘編』エンディングテーマ               | シングル「POSITIVE」                         |
| 目覚めたヴィーナス               | WOWOW『キャプテン・ドリーム』エンディングテーマ                     | シングル「目覚めたヴィーナス」               |
| 目覚めたヴィーナス               | 大同生命 CMソング                                                   | シングル「目覚めたヴィーナス」               |
| 翼にかえて                       | ブルボン「ピックルEX」CMソング                                      | シングル「翼にかえて」                       |
| 君が君でいるために               | フジテレビ系放映『若さでアタック!第24回春の高校バレー』テーマソング | シングル「君が君でいるために」               |
| ナチュラルで行こう               | 南紀白浜アドベンチャーワールド15周年イメージ・ソング                | シングル「君が君でいるために」               |
| 傷痕                             | 関西テレビ・CX系『新伍・紳助のあぶない話』エンディングテーマ        | シングル「傷痕」                             |
| 約束のない夜                     | 東京アカデミー予備校 CMソング                                       | シングル「傷痕」                             |
| 約束のない夜                     | 日本テレビ系『うるとら7:00』エンディングテーマ                      | シングル「傷痕」                             |
| 恋していれば大丈夫               | フジテレビ系『夢がMORI MORI』テーマ曲                               | シングル「恋していれば大丈夫」               |
| Shiny Sunny Face                 | サンキスト「レモンウォーター」CMソング                              | シングル「恋していれば大丈夫」               |
| 素直に笑えない                   | テレビ朝日系『ビートたけしのTVタックル』エンディングテーマ          | シングル「素直に笑えない」                   |
| Close Your Eyes                  | テレビ朝日系『トゥナイトII』エンディングテーマ                      | シングル「Close Your Eyes」                  |
| 99 Generation                    | サンジョルディーの日1996 イメージソング                             | シングル「99 Generation」                    |
| DOMINO                           | テレビ東京『クイズ赤恥青恥』エンディングテーマ                      | シングル「DOMINO」                           |
| HERE WITH ME                     | クライスラー『ネオン』CMソング                                      | シングル「フィンガー」                       |
| それでもみんな生きている         | NHK BS2『WEEKEND joy』オープニングテーマ                            | シングル「それでもみんな生きている」         |
| Soul Generation                  | TBS『藤井流』エンディングテーマ                                     | シングル「Soul Generation」                  |
| Kiss                             | TBS系『エクスプレス』2〜3月度ウェザー・ソング                       | シングル「Kiss」                             |
| vacant                           | 松本引越センター CMソング                                           | シングル「Kiss」                             |
| 風になれ〜Like A Wind〜          | 第6回ワールドゲームズ2001 公式テーマソング                          | シングル「風になれ〜Like A Wind〜」          |

### 本
- 森川のセンス（ヤマハ出版）
- テーブル越しの好奇心（シンコーミュージック）
- TIME（ワニブックス）
- 傷あと（ソニーマガジンズ）

## メディア出演

### テレビドラマ
- 妻たちの課外授業（1985年、日本テレビ系）
- 翼をください（1988年、NHK）
- 透明人間（1996年、日本テレビ系）
- 部長刑事シリーズ 警部補マリコ（2001年、ABCテレビ系）

### バラエティー・情報
- うるとら7:00（1986年 - 1988年、日本テレビ系）
- サウンドGIG（1988年 - 1992年、テレビ東京系）
- 夢がMORI MORI（1992年 - 1994年、フジテレビ系）
- エクスプレス（1999年4月 - 1999年9月、TBS系）
- 感動紙芝居優しさ便り（2003年 - 2005年、日本テレビ系、朗読）
- おしゃべりなFriends（MXテレビ）

### 映画
- 007 ワールド・イズ・ノット・イナフ - カジノの客 役

### ミュージカル
- 小公女セーラ（1985年）
- イダマンテ（1988年） - イリア役
- ムーンリットクラブ（1993年） - ヒロイン役
- RENT（1998年） - モーリーン役
- ブルーストッキング・レディース（1999年） - 長沼千恵(長沼智恵子)役
- 三文オペラ（2001年）
- 劇団四季「アイーダ」（2004年） - アムネリス役
- GIFT（2008年） - マリアンヌ役
- 心に響く音楽劇「GIFTをあなたに」（2013年） - 主演

### ラジオ
- FMリクエストアワー（NHK-FM）
- ミュージックシーンNOW（TBSラジオ他）
  - 森川美穂のねてんじゃネーヨ
  - 森川美穂と谷村有美のはじけるナイト"ボーン!"
- 森川美穂のあぶないウイークエンド（TBSラジオ）
- 今夜もフリースタイル（TBSラジオ他）
- おじさんぐらふぃてぃ（ラジオ日本）
- TOKYOパニックごっくんNITE（ラジオ日本）
- ど〜んとラジオ!!ぼくらの元気は夢現代∞（ラジオ日本）
- 森川美穂の青春放送局（東海ラジオ）[1]
- あっ!森川だ （東海ラジオ）
- 森川美穂 Love song Gift（ラジオ関西）
- ABC東京発 アーチストNOW（1987年10月 - 1988年9月、ABCラジオ） - 関口誠人と共演
- ABCミュージックパラダイス・水曜日（1991年10月 - 1992年12月、ABCラジオ）
- ノムラでノムラだ♪（MBSラジオ、水→木曜日）
- 美穂のラブリーナイト（RKB毎日放送）[1]
- 森川美穂のMIHO・多感世代 キラッ!!（1987年 - 1988年　STVラジオ、秋田放送、山形放送、茨城放送、山口放送、高知放送、岩手放送、福井放送）[1]
- 森川美穂のわがままでナイト・タウン（1988年　STVラジオ、秋田放送、山形放送、茨城放送、山口放送）
- an RIDE ON WAVE（1989年 - 1990年、エフエムナックファイブ）
- ISHII トワイライトハイウェイ（bayfm）
- Love Parade Street（bayfm）
- 森川美穂のこんなもんか!（FM大阪）
- 森川美穂のM's・CLUB（FM大阪）
- 森川美穂の夢の前に（月曜深夜1時 FM宮崎、FM仙台、FM新潟）[1]

### CM
- 「MAXコーヒー」
- ブルボン・「ピックルEX」